# Mijn luchtballon
Mijn luchtballon is de debuutsingle van de Nederlandse zanger Thomas Berge uit 2003. Het stond in hetzelfde jaar als eerste track op het album Thomas Berge.

## Achtergrond
Mijn luchtballon is geschreven door Johnny Sap, Jeroen Dirksen en D. Holwerda en geproduceerd door Sap en Dirksen. Het is een levenslied dat gaat over de droom van de liedverteller dat iedereen in de wereld in vrede met elkaar leeft. De zanger was twaalf jaar toen hij het lied opnam en net dertien toen het lied werd uitgebracht. Het lied werd verspreid via de modecatalogus van Neckermann. Er werden 800.000 singles promotiesingles verkocht. De B-kant van de single is De kermis, geschreven door dezelfde liedschrijvers.

## Hitnoteringen
Het lied had bescheiden succes in de Nederland. Het haalde de Top 40 niet, maar kwam wel tot de 24e plek van de Mega Top 50.